# Bunuri mobile din domeniul numismatică clasate în patrimoniul cultural național al României aflate în județul Satu Mare
Acestă listă conține bunurile mobile din domeniul numismatică clasate în Patrimoniul cultural național al României aflate la momentul clasării în județul Satu Mare.

## Tezaur
| Foto | Informații generale | Detalii tehnice | Descriere | Deținător             | Legături |
| ---- | ------------------- | --- | --- | --------------------- | -------- |
|      | Tetradrahmă barbară | Datare: începutul sec II a.Chr Descoperit: jud. Satu Mare, com. HOMOROADE, HOMORODU DE JOS, Pășunea Nemților Material: argint | Descriere avers: Cap uman în profilspre stânga, ușor stilizat cu cunună de lauri și barbă, cununa este redată cu trei șiruri de proeminențe ovale, ascuțite la capete, așezate orizontal. Deasupra acestora părul redat prin linii drepte, iar la ceafă prin linii ușor arcuite. Chipul uman are nas puternic, bine conturat, gura este redată prin două globule, ochiul printr-un triunghi în care se află o globulă.obrazul proeminent, barba realizată prin mici proeminențe informe, gâtul este marcat printr-o linie șerpuită. Descriere revers: Cal și călăreți trap stânga, corpul calului puternic arcuit capul apare ca un cioc de pasăre cu globulă, picioarele calului au încheieturile redate prin globule iar copitele prin triunghiuri, coada stilizată. Pe cal călărețul este pe stânga, corpul bine proporționat, brațele lipsesc, capul redat printr-o globulă, poartă un coif stilizat cu crinieră în formă de S alungită mult în spate, deasupra coamei calului se vede o ramură mult stilizată, deasupra capului călărețului apare o pasăre în profil spre stânga, fără picioare, cu aripile strânse și gâtul lung și arcuit. | Muzeul Județean, Satu | Cimec    |
|      | Tetradrahmă         | Datare: Sec. III a.Chr. Descoperit: jud. Satu Mare, Turulung, Lotul lui Francisc Szakacsi Material: argint                    | Descriere avers: Capul lui Zeus spre dreapta, dar amănuntele șterse Descriere revers: Călărețul cu calul la trap spre dreapta dar tocită la margini, sus urme de legendă, coama calului redată prin perle între botul calului și piciorul stâng ridicat. Sigla are o singură tăietură. | Muzeul Județean, Satu | Cimec    |
|      | Tetradrahmă         | Datare: Sec. III a.Chr. Descoperit: jud. Satu Mare, Turulung, Lotul lui Francisc Szakacsi Material: argint                    | Descriere avers: Cap de om cu barna rotunjită dar bine redat și păstrat Descriere revers: Călărețul cu calul la trap spre stânga. Călărețul ține în mână o ramură, sus în dreapta urme de legendă. Între picioarele din față un semn ornamental în formă de furcă cu brațele încovoiate spre interior. Are o singură tăietură. | Muzeul Județean, Satu | Cimec    |
|      | Tetradrahmă         | Datare: Sec. III a.Chr. Descoperit: jud. Satu Mare, Turulung, Lotul lui Francisc Szakacsi Material: argint                    | Descriere avers: Cap de om cu barbă rotunjită dat tocită. Descriere revers: Călărețul cu calul la trap spre dreapta, între picioarele in față semnul E, iar sub botul calului o globulă și o liniută tocită pe corpul calului, o contramarcă formată din patru triunghiulețe incizate și dispuse în cruce. Are trei tăieturi în care două orizontale și una verticală sub abdomenul calului | Muzeul Județean, Satu | Cimec    |
|      | Tetradrahmă         | Datare: Sec. III a.Chr. Descoperit: jud. Satu Mare, Turulung, Lotul lui Francisc Szakacsi Material: argint                    | Descriere avers: Cap de om cu barbă rotunjită dar bine redat și păstrat Descriere revers: Călărețul cu calul la trap spre stânga. Sus se văd urme de legendă și trei perle mici. Sub abdomenul calului o dungă lată, iar lângă copitele calului trei trei globule mici, dispuse în triunghi. Are o singură tăietură. | Muzeul Județean, Satu | Cimec    |
|      | Tetradrahmă         | Datare: Sec. III a.Chr. Descoperit: jud. Satu Mare, Turulung, Lotul lui Francisc Szakacsi Material: argint                    | Descriere avers: Cap de om cu barbă rotunjită dar mult tocit Descriere revers: Călărețul cu calul la trap spre dreapta. Calul deformat, sus în stânga călărețului se vad urme de legendă IIΠI. Are o singură tăietură. | Muzeul Județean, Satu | Cimec    |
|      | Tetradrahmă         | Datare: Sec. III a.Chr. Descoperit: jud. Satu Mare, Turulung, Lotul lui Francisc Szakacsi Material: argint                    | Descriere avers: Capul lui Zeus spre dreapta cu barbă rotunjită ușor tocită Descriere revers: Călărețul cu calul la trap spre dreapta dar cu diferite semne realizate din puncte și linii. Sub copitele calului o linie subțire în relief. Are o tăietură. | Muzeul Județean, Satu | Cimec    |
|      | Tetradrahmă         | Datare: Sec. III a.Chr. Descoperit: jud. Satu Mare, Turulung, Lotul lui Francisc Szakacsi Material: argint                    | Descriere avers: Capul lui Zeus spre dreapta cu barba rotunjită dar cu contururile bine redate. Descriere revers: Călărețul cu calul spre dreapta dar coama calului este redată printr+o linie sus urme de legendă sub botul calului semnul [ iar între picioarele din spate un alt semn de formă ovală în relief. Sub copitele calului o dungă ovală dințată. Are o singură tăietură. Marginile tocite. | Muzeul Județean, Satu | Cimec    |
|      | Tetradrahmă         | Datare: Sec. III a.Chr. Descoperit: jud. Satu Mare, Turulung, Lotul lui Francisc Szakacsi Material: argint                    | Descriere avers: Cap uman tocit, are barba mai mică ușor rotunjită. Descriere revers: Călărețul cu calul la trap, spre dreapta sus în stânga urme de legendă VΠIΠ. Călărețul ține o ramură. Sub botul calului semnul [ iar între picioarele din față un alt semn, o dungă în relief tăiată. Sub copitele calului o linie în relief are patru contramărci, două de acelați tip pe capul calului, a treia pe pulpă, formată din patru triunghiuri mici incizate și a patra puncte incizate pe corpul calului. | Muzeul Județean, Satu | Cimec    |
|      | Tetradrahmă         | Datare: Sec. III a.Chr. Descoperit: jud. Satu Mare, Turulung, Lotul lui Francisc Szakacsi Material: argint                    | Descriere avers: Cap uman tocit, are barba mai mică ușor rotunjită, efigia tocită. Descriere revers: Călărețul la trap spre dreapta, dar destul de tocită, o contramarcă, pe pulpa din față a calului, un punct incizat. Are o singură tăietură. Marginile monedei sunt tocite. | Muzeul Județean, Satu | Cimec    |
|      | Tetradrahmă         | Datare: Sec. III a.Chr. Descoperit: jud. Satu Mare, Turulung, Lotul lui Francisc Szakacsi Material: argint                    | Descriere avers: Cap uman are barba mai mică, redat realist, bine Descriere revers: Călărețul cu calul la trap spre dreapta, coama redată prin perle mărunte călărețul ține în mână o ramură, în spatele călărețului semne tocite la fel și sub bot și între picioarele din față și cele din spate ale calului. Are două tăieturi, una orizontală care taie pulpa din spate și alta verticală sub abdomenul calului. | Muzeul Județean, Satu | Cimec    |
|      | Tetradrahmă         | Datare: Sec. III a.Chr. Descoperit: jud. Satu Mare, Turulung, Lotul lui Francisc Szakacsi Material: argint                    | Descriere avers: Cap uman are barba mai mică, bine păstrat Descriere revers: Călărețul la trap spre stânga, la dreapta capului călărețului urme de legendă ΦΙΛΙΓ. Între botul calului și piciorul drept ridicat sigla ΙΠ. Are o singură tăietură. | Muzeul Județean, Satu | Cimec    |
|      | Tetradrahmă         | Datare: Sec. III a.Chr. Descoperit: jud. Satu Mare, Turulung, Lotul lui Francisc Szakacsi Material: argint                    | Descriere avers: Cap uman are barba mai mică ușor tocită Descriere revers: Călărețul la trap spre dreapta, în dreptul capului călărețului urme de legendă, IVI. Sub botul calului semnul [ iar între cele două picioare din față un disc cu liniuțe în relief. Are o singură tăietură. | Muzeul Județean, Satu | Cimec    |
|      | Tetradrahmă         | Datare: Sec. III a.Chr. Descoperit: jud. Satu Mare, Turulung, Lotul lui Francisc Szakacsi Material: argint                    | Descriere avers: Cap uman are barba mai mică redată realist Descriere revers: Călărețul cu calul la trap spre dreapta, dar mult tocit, pe pulpa din spate o contramarcă mai complicată. Are două tăieturi care taie corpul calului | Muzeul Județean, Satu | Cimec    |
|      | Tetradrahmă         | Datare: Sec. III a.Chr. Descoperit: jud. Satu Mare, Turulung, Lotul lui Francisc Szakacsi Material: argint                    | Descriere avers: Cap uman are barba mai mică, barba ușor alungită și ascuțită, redată realist Descriere revers: Călărețul cu calul la trap spre dreapta, în stânga capului călărețului urme de legendă, ΛΙΠ. Sub botul capului o globulă. Între picioarele din față sigla Λ. Iar sub pântecele calului un alt semn tăiat vertical. Sub copitele calului o dungă. | Muzeul Județean, Satu | Cimec    |
|      | Tetradrahmă         | Datare: Sec. III a.Chr. Descoperit: jud. Satu Mare, Turulung, Lotul lui Francisc Szakacsi Material: argint                    | Descriere avers: Cap uman, are barba mai mică, barba ușor alungită și ascuțită, dar capul destul de bine păstrat. Descriere revers: Călărețul cu calul la trap spre dreapta dar sus urme de legendă ΛΙΠ se vede și frâul ținut de călăreț. Se găsesc semne sub botul calului, între picioarele din față în formă de corn de lună. Un alt semn este o tăietură verticală. | Muzeul Județean, Satu | Cimec    |
|      | Tetradrahmă         | Datare: Sec. III a.Chr. Descoperit: jud. Satu Mare, Turulung, Lotul lui Francisc Szakacsi Material: argint                    | Descriere avers: Cap uman, are barba mai mică, destul de tocit Descriere revers: Călărețul cu calul la trap spre dreapta. Coama redată prin perle mărunte, între picioarele anterioare și posterioare un semn ornamental. Are trei tăieturi, două verticale și una orizontală. | Muzeul Județean, Satu | Cimec    |
|      | Tetradrahmă         | Datare: Sec. III a.Chr. Descoperit: jud. Satu Mare, Turulung, Lotul lui Francisc Szakacsi Material: argint                    | Descriere avers: Cap uman, are barbă mai mică, destul de bine Descriere revers: Călărețul cu calul la trap spre dreapta dar tocită. Se vede doar conturul capului. Sub botul calului o contramarcă reprezentând un X. Are trei tăieturi deasupra călărețului. | Muzeul Județean, Satu | Cimec    |
|      | Tetradrahmă         | Datare: Sec. III a.Chr. Descoperit: jud. Satu Mare, Turulung, Lotul lui Francisc Szakacsi Material: argint                    | Descriere avers: Cap uman, are barba mai mică, figura tocită Descriere revers: Călărețul cu calul la trap spre dreapta dar tocită, sus urme de legendă, ΠΠΙ, sub botul calului un semn format din puncte. Alt semn format din formă de cataramă între cele două picioare din față. Are o singură tăietură. | Muzeul Județean, Satu | Cimec    |
|      | Tetradrahmă         | Datare: Sec. III a.Chr. Descoperit: jud. Satu Mare, Turulung, Lotul lui Francisc Szakacsi Material: argint                    | Descriere avers: Cap uman, are barba mai mică, figura tocită Descriere revers: Călărețul cu calul la trap spre dreapta, sus urme de legendă ΦΙΛΙ, sub botul calului un semn format dintr+un cerc inelar în mijlocul căruia este un punct în relief. Alte semne sunt într cele două picioare din fașă și între picioarele anterioare și posterioare. Are o mică tăietură. Moneda este găurită. | Muzeul Județean, Satu | Cimec    |
|      | Tetradrahmă         | Datare: Sec. III a.Chr. Descoperit: jud. Satu Mare, Turulung, Lotul lui Francisc Szakacsi Material: argint                    | Descriere avers: Cap uman, are barba mai mică, figura tocită Descriere revers: Călărețul cu calul la trap spre dreapta dar mult tocită, se văd doar contururile calului și ale călărețului. Are o singură tăietură. | Muzeul Județean, Satu | Cimec    |
|      | Tetradrahmă         | Datare: Sec. III a.Chr. Descoperit: jud. Satu Mare, Turulung, Lotul lui Francisc Szakacsi Material: argint                    | Descriere avers: Cap uman destul de bine păstrat, conturul figurii destul de bine redat are barba ascuțită Descriere revers: Călărețul cu calul la trap spre stânga, urme de legendă ΠVΛ, sub botul calului un semn, o dungă iar între picioarele din față sigla E. Are o singură tăietură. | Muzeul Județean, Satu | Cimec    |
|      | Tetradrahmă         | Datare: Sec. III a.Chr. Descoperit: jud. Satu Mare, Turulung, Lotul lui Francisc Szakacsi Material: argint                    | Descriere avers: Cap uman cu barba ascuțită dar ușor tocită Descriere revers: Călărețul cu calul la trap spre stânga, semne de legendă șterse. Are o singură tăietură, verticală, peste corpul calului. | Muzeul Județean, Satu | Cimec    |
|      | Tetradrahmă         | Datare: Sec. III a.Chr. Descoperit: jud. Satu Mare, Turulung, Lotul lui Francisc Szakacsi Material: argint                    | Descriere avers: Cap uman cu barbă ascuțită dar ușor tocită Descriere revers: Călărețul cu calul la trap spre stânga, semne și legenda șterse, sub botul și între picioarele calului mai multe semne. Are o tăietură. | Muzeul Județean, Satu | Cimec    |
|      | Tetradrahmă         | Datare: Sec. III a.Chr. Descoperit: jud. Satu Mare, Turulung, Lotul lui Francisc Szakacsi Material: argint                    | Descriere avers: Cap uman cu barba ascuțită dar tocită Descriere revers: Călărețul la trap spre stânga, sub bot și între picioarele calului multe semne mărunte. Are o singură tăietură. | Muzeul Județean, Satu | Cimec    |
|      | Tetradrahmă         | Datare: Sec. III a.Chr. Descoperit: jud. Satu Mare, Turulung, Lotul lui Francisc Szakacsi Material: argint                    | Descriere avers: Cap uman cu barba ascuțită dar ușor tocită Descriere revers: Călărețul cu calul la trap spre dreapta, sus urme de legendă III, și un semn cap de animal probabil, alt semn între picioarele din față și din spate, contramarcă pe pulpa din spate, pătrățel adâncit în care este înscris un X. | Muzeul Județean, Satu | Cimec    |
|      | Tetradrahmă         | Datare: Sec. III a.Chr. Descoperit: jud. Satu Mare, Turulung, Lotul lui Francisc Szakacsi Material: argint                    | Descriere avers: Cap uman cu barba ascuțită dar ușor tocit Descriere revers: Călărețul cu calul la trap spre dreapta sus urme de legendă II.Λ. Are o singură tăietură. | Muzeul Județean, Satu | Cimec    |
|      | Tetradrahmă         | Datare: Sec. III a.Chr. Descoperit: jud. Satu Mare, Turulung, Lotul lui Francisc Szakacsi Material: argint                    | Descriere avers: Cap uman cu barba ascuțită, tocit Descriere revers: Călărețul cu calul la trap spre stânga, fără semne, o dungă sub copite. Are o singură tăietură. | Muzeul Județean, Satu | Cimec    |
|      | Tetradrahmă         | Datare: Sec. III a.Chr. Descoperit: jud. Satu Mare, Turulung, Lotul lui Francisc Szakacsi Material: argint                    | Descriere avers: Cap uman, lucrat artistic, conturul clar, bine păstrat. Descriere revers: Călărețul cu calul la trap spre stânga, bine păstrat, coama este redată printr-un șir de perle mărunte, în locul legendei o linie în zig-zag, sub botul calului semnul >, sub copitele calului o dungă în relief. Are o singură tăietură. | Muzeul Județean, Satu | Cimec    |
|      | Tetradrahmă         | Datare: Sec. III a.Chr. Descoperit: jud. Satu Mare, Turulung, Lotul lui Francisc Szakacsi Material: argint                    | Descriere avers: Cap uman, lucrat artistic, dar ușor Descriere revers: Călărețul cu calul la trap spre stânga dar tocit, are o singură tăietură | Muzeul Județean, Satu | Cimec    |
|      | Tetradrahmă         | Datare: Sec. III a.Chr. Descoperit: jud. Satu Mare, Turulung, Lotul lui Francisc Szakacsi Material: argint                    | Descriere avers: Cap uman tocit cu barba ascuțită Descriere revers: Călărețul cu calul la trap spre dreapta, tocit, lipsesc semnele. Are o singură tăietură. | Muzeul Județean, Satu | Cimec    |
|      | Tetradrahmă         | Datare: Sec. III a.Chr. Descoperit: jud. Satu Mare, Turulung, Lotul lui Francisc Szakacsi Material: argint                    | Descriere avers: Cap uman, mult alungit, oval, cu barba trapezoidală Descriere revers: Călărețul cu calul la trap spre dreapta, stilizat, coama calului redată prin liniuțe mici, paralele, semnele sunt tocite. Are dopuă tăieturi, una sub abdomen alta sub botul calului | Muzeul Județean, Satu | Cimec    |
|      | Tetradrahmă         | Datare: Sec. III a.Chr. Descoperit: jud. Satu Mare, Turulung, Lotul lui Francisc Szakacsi Material: argint                    | Descriere avers: Capul lui Heracles, bine realizat, spre dreapta, coafat cu blana leului din Nemea Descriere revers: Călărețul și calul spre stânga, sus urme de legendă ΛΙΙ, între picioarele din spate contramarcă, un pătrățel incizat cu două linii paralele. Are o singură tăietură. | Muzeul Județean, Satu | Cimec    |
|      | Tetradrahmă         | Datare: Sec. III a.Chr. Descoperit: jud. Satu Mare, Turulung, Lotul lui Francisc Szakacsi Material: argint                    | Descriere avers: Capul lui Heracles, bine realizat, dar spre stânga Descriere revers: Călărețul și calul spre stânga, legenda ștearsă, între picioarele din față un semn, cerc inelar mai mare cu un punct la margine. Pe coada calului contramarcă, un cerc adâncit cu un lat cerc inelar în relief. Are o singură tăietură. | Muzeul Județean, Satu | Cimec    |
|      | Tetradrahmă         | Datare: Sec. III a.Chr. Descoperit: jud. Satu Mare, Turulung, Lotul lui Francisc Szakacsi Material: argint                    | Descriere avers: Capul lui Heracles, bine realizat, bine păstrat Descriere revers: Călărețul și calul spre stânga, legendă ΠΠΙΙ. Are o singură tăietură verticală, marginile sunt ciocănite | Muzeul Județean, Satu | Cimec    |
|      | Tetradrahmă         | Datare: Sec. III a.Chr. Școală: Pergam Descoperit: jud. Satu Mare, Turulung, Lotul lui Francisc Szakacsi Material: argint     | Descriere avers: Capul lui Philaterus, stilizat spre dreapta Descriere revers: Athena pe tron șezând spre stânga, cu mâna întinsă pe un scut Legendă revers: ΦΙΛΕΤΛΙРОΥ | Muzeul Județean, Satu | Cimec    |
|      | Tetradrahmă         | Datare: Sec. III a.Chr. Descoperit: jud. Satu Mare, Turulung, Lotul lui Francisc Szakacsi Material: argint                    | Descriere avers: Capul lui Zeus spre dreapta, cu cununa de lauri formată din două rânduri de frunze, cu barba rotunjită plin Descriere revers: Călărețul cu calul la trap spre dreapta. Figura cu semnele ornamentale sunt tocite. Are patru tăieturi | Muzeul Județean, Satu | Cimec    |
|      | Tetradrahmă         | Datare: Sec. III a.Chr. Descoperit: jud. Satu Mare, Turulung, Lotul lui Francisc Szakacsi Material: argint                    | Descriere avers: Capul lui Zeus spre dreapta, cu cununa de lauri formată din două rânduri de frunze, cu barba rotunjită plin Descriere revers: Călărețul cu calul la trap spre dreapta. Călărețil ține în mână o ramură de frâu. Are două semne ornamentale în formă de, și un punct excizat. Sub copitele calului o linie în relief, pe corpul călărețului o contramarcă formată din patru triughiuri inicizate și dispuse în cruce. Are o singură tăietură. | Muzeul Județean, Satu | Cimec    |
|      | Tetradrahmă         | Datare: Sec. III a.Chr. Descoperit: jud. Satu Mare, Turulung, Lotul lui Francisc Szakacsi Material: argint                    | Descriere avers: Capul lui Zeus spre dreapta, cu cununa de lauri formată din două rânduri de frunze, cu barba rotunjită plină, amănuntele ușor șterse Descriere revers: Călărețul cu calul la trap spre dreapta. Călărețul și picioarele calului sunt tocite. Are două tăieturi. | Muzeul Județean, Satu | Cimec    |
|      | Tetradrahmă         | Datare: Sec. III a.Chr. Descoperit: jud. Satu Mare, Turulung, Lotul lui Francisc Szakacsi Material: argint                    | Descriere avers: Capul lui Zeus spre dreapta dar figura mult tocită Descriere revers: Călărețul cu calul la trap spre dreapta. Se vede numai corpul calului, cu două contramărci, un cerc incizat cu două liniuțe în relief, mărginit de puncte incizate sub abdomenul calului și un cerc incizat cu un punct în mijloc. Are o singură tăietură | Muzeul Județean, Satu | Cimec    |
|      | Tetradrahmă         | Datare: Sec. III a.Chr. Descoperit: jud. Satu Mare, Turulung, Lotul lui Francisc Szakacsi Material: argint                    | Descriere avers: Capul lui Zeus spre dreapta dar cu deosebiri stilistice, capul tocit Descriere revers: Călărețul cu calul la trap spre dreapta, se văd urme de legendă, cifra romană III, are două tăieturi care se intersectează | Muzeul Județean, Satu | Cimec    |
|      | Tetradrahmă         | Datare: Sec. III a.Chr. Descoperit: jud. Satu Mare, Turulung, Lotul lui Francisc Szakacsi Material: argint                    | Descriere avers: Capul lui Zeus spre dreapta, capul tocit în mare măsură Descriere revers: Călărețul cu calul la trap spre dreapta, călărețul este înclinat pe spate. Sub botul calului se observă un semn în formă de V; sunt semne și între picioarele din față și din spate. Are o singură tăietură | Muzeul Județean, Satu | Cimec    |
|      | Tetradrahmă         | Datare: Sec. III a.Chr. Descoperit: jud. Satu Mare, Turulung, Lotul lui Francisc Szakacsi Material: argint                    | Descriere avers: Capul lui Zeus spre dreapta, dar capul aproape complet tocit Descriere revers: Călărețul cu calul la trap spre dreapta dar se văd doar contururile calului, are două tăieturi | Muzeul Județean, Satu | Cimec    |
|      | Tetradrahmă         | Datare: Sec. III a.Chr. Descoperit: jud. Satu Mare, Turulung, Lotul lui Francisc Szakacsi Material: argint                    | Descriere avers: Capul lui Zeus spre dreapta, dar capul tocit și deformat Descriere revers: Călărețul cu calul la trap spre dreapta. Se vede clar conturul calului și al călărețului care ține o ramură, deasupra capului urme de legendă. Are două tieturi. | Muzeul Județean, Satu | Cimec    |
|      | Tetradrahmă         | Datare: Sec. III a.Chr. Descoperit: jud. Satu Mare, Turulung, Lotul lui Francisc Szakacsi Material: argint                    | Descriere avers: Capul lui Zeus spre dreapta, dar figura redată puternic Descriere revers: Călărețul cu calul la trap spre dreapta. Se vede clar conturul calului și al călărețului, care ține o ramură. Deasupra călărețului urme de legendă. Coama calului e redată printr-un rând de perle mărunte. Sub botul calului semnul Π, sub copitele calului o linie reliefată. | Muzeul Județean, Satu | Cimec    |
|      | Tetradrahmă         | Datare: Sec. III a.Chr. Descoperit: jud. Satu Mare, Turulung, Lotul lui Francisc Szakacsi Material: argint                    | Descriere avers: Capul lui Zeus spre dreapta, figura bine păstrată Descriere revers: Călărețul cu calul la trap spre dreapta. Se vede clar conturul calului și al călărețului, urme de legendă Π, are o singură tăietură | Muzeul Județean, Satu | Cimec    |
|      | Tetradrahmă         | Datare: Sec. III a.Chr. Descoperit: jud. Satu Mare, Turulung, Lotul lui Francisc Szakacsi Material: argint                    | Descriere avers: Capul lui Zeus spre dreapta dar contururile puternice, pe ceafă două bucle de păr redate puternic la fel și barba rotunjită, realizată din bucle Descriere revers: Călărețul cu calul la trap spre dreapta. Se vede clar conturul calului și al călărețului, care ține o ramură. Deasupra călărețului legenda ΦΙΠΙΛ, sub botul calului semnul Λ iar între cele două picioare din față semnul Β. Pe capul călărețului o contramarcă, un cerc cu un punct excizat, o singură tăietură | Muzeul Județean, Satu | Cimec    |
|      | Tetradrahmă         | Datare: Sec. III a.Chr. Descoperit: jud. Satu Mare, Turulung, Lotul lui Francisc Szakacsi Material: argint                    | Descriere avers: Capul lui Zeus spre dreapta dar capul destul de bine păstrat Descriere revers: Călărețul în galop spre stânga, conturul calului și al călărețului destul de clar, urme de legendă cu cifre romane, o singură tăietură | Muzeul Județean, Satu | Cimec    |
|      | Tetradrahmă         | Datare: Sec. III a.Chr. Descoperit: jud. Satu Mare, Turulung, Lotul lui Francisc Szakacsi Material: argint                    | Descriere avers: Capul lui Zeus spre dreapta dar capul redat artistic bine păstrat Descriere revers: Călărețul cu calul la trap spre dreapta, conturul calului masiv, în schimb totul mai tocit sub botul calului un semn ca doi pioni de șah, între picioarele din față ale calului un semn care seamănă cu un cap de animal, sub copitele calului o dungă în relief, o singură tăietură | Muzeul Județean, Satu | Cimec    |
|      | Tetradrahmă         | Datare: Sec. III a.Chr. Descoperit: jud. Satu Mare, Turulung, Lotul lui Francisc Szakacsi Material: argint                    | Descriere avers: Capul lui Zeus spre dreapta dar capul ușor tocit Descriere revers: Călărețul cu calul la trap spre dreapta, s-a păstrat conturul calului însă semnele și picioarele din față sunt tocite. Are trei contramărci: un cerc excizat cu un punct în mijloc, cerc excizat și un X înscris într-un cerc | Muzeul Județean, Satu | Cimec    |
|      | Tetradrahmă         | Datare: Sec. III a.Chr. Descoperit: jud. Satu Mare, Turulung, Lotul lui Francisc Szakacsi Material: argint                    | Descriere avers: Capul lui Zeus spre dreapta, figura este mult tocită Descriere revers: Călărețul cu calul la trap spre dreapta dar abia se vede conturul calului . Are următoarele semne: un cerc cu un punct excizat, o tăietură verticală sub abdomenul calului la capătul căreia, la marginea pastilei, moneda este perforată | Muzeul Județean, Satu | Cimec    |
|      | Tetradrahmă         | Datare: Sec. III a.Chr. Descoperit: jud. Satu Mare, Turulung, Lotul lui Francisc Szakacsi Material: argint                    | Descriere avers: Capul lui Zeus spre dreapta, figura este mult tocită Descriere revers: Călărețul cu calul la trap spre stânga, se vede numai conturul calului. Are o tăietură | Muzeul Județean, Satu | Cimec    |
|      | Tetradrahmă         | Datare: Sec. III a.Chr. Descoperit: jud. Satu Mare, Turulung, Lotul lui Francisc Szakacsi Material: argint                    | Descriere avers: Capul lui Zeus spre dreapta, capul redat realist și destul de bine păstrat Descriere revers: Călărețul cu calul la trap spre stânga dar ușor tocit, sus urme de legendă, cifre romane III, are două tăieturi verticale, una sub abdomenul calului, celălalt între capul calului și cel al călărețului | Muzeul Județean, Satu | Cimec    |
|      | Tetradrahmă         | Datare: Sec. III a.Chr. Descoperit: jud. Satu Mare, Turulung, Lotul lui Francisc Szakacsi Material: argint                    | Descriere avers: Capul lui Zeus spre dreapta, amănuntele sunt clare Descriere revers: Călărețul la trap spre dreapta, deasupra capului călărețului ține o ramură, în stânga se văd urme de legendă, ΙΛΙΠ, iar sub botul calului o contramarcă un cerc incizat cu un cerc inelar în relief. Sub abdomenul calului o tăietură verticală ce taie un simbol, probabil un cap de animal | Muzeul Județean, Satu | Cimec    |
|      | Tetradrahmă         | Datare: Sec. III a.Chr. Descoperit: jud. Satu Mare, Turulung, Lotul lui Francisc Szakacsi Material: argint                    | Descriere avers: Capul lui Zeus spre dreapta dar tocit Descriere revers: Călărețul cu calul la trap spre dreapta, marginile monedei tocite, calul și călărețul clar redați. Deasupra capului urme de legendă ΛΙΛΙ. Sub botul calului o globulă înconjurată cu perle. Sub copite un rând de perle sub care se află un semn asemănător cu un cap de berbec. Are o singură tăietură | Muzeul Județean, Satu | Cimec    |
|      | Tetradrahmă         | Datare: Sec. III a.Chr. Descoperit: jud. Satu Mare, Turulung, Lotul lui Francisc Szakacsi Material: argint                    | Descriere avers: Capul lui Zeus spre dreapta dar efigia tocită Descriere revers: Călărețul cu calul la trap, dar ușor tocită, în stânga capului călărețului urme de legendă ΦΙΛΙΛ, pe piciorul drept din spate o contramarcă, de formă patrulateră adâncită, ca un X. Are două tăieturi | Muzeul Județean, Satu | Cimec    |
|      | Tetradrahmă         | Datare: Sec. III a.Chr. Descoperit: jud. Satu Mare, Turulung, Lotul lui Francisc Szakacsi Material: argint                    | Descriere avers: Capul lui Zeus spre dreapta dar efigia tocită Descriere revers: Călărețul cu calul la trap spre stânga, mult tocită se vede numai conturul calului, pe călărețul tocit complet o contramarcă compusă din două cercuri despărțite de o liniuță incizată. O altă contramarcă este compusă dintr-un cerc cu două liniuțe paralele și dintr-un punct | Muzeul Județean, Satu | Cimec    |
|      | Tetradrahmă         | Datare: Sec. III a.Chr. Descoperit: jud. Satu Mare, Turulung, Lotul lui Francisc Szakacsi Material: argint                    | Descriere avers: Capul lui zeus spre dreapta, părul și barba puternic redate Descriere revers: Călărețul cu calul la trap spre dreapta, se văd foarte slab contururile și urmele de legendă ΛVΙ. Sub abdomenul calului o contramarcă adâncită în formă de coarne de berbec | Muzeul Județean, Satu | Cimec    |
|      | Tetradrahmă         | Datare: Sec. III a.Chr. Descoperit: jud. Satu Mare, Turulung, Lotul lui Francisc Szakacsi Material: argint                    | Descriere avers: Capul lui Zeus spre dreapta dar capul este stilizat, ușor tocită Descriere revers: Călărețul cu calul la trap spre stânga, parțial tocită. Lângă picioarul din spate al calului o contramarcă, un cerc adâncit. Are o singură tăietură | Muzeul Județean, Satu | Cimec    |
|      | Tetradrahmă         | Datare: Sec. III a.Chr. Descoperit: jud. Satu Mare, Turulung, Lotul lui Francisc Szakacsi Material: argint                    | Descriere avers: Capul lui Zeus spre dreapta dar capul este realist, bine păstrat Descriere revers: Călărețul cu calul la trap spre dreapta bine păstrate sus se văd urme de legendă ΙΛ sub botul calului un semn ΛI, un alt semn între cele două picioare din față Λ iar între picioarele din față și spate un semn ce seamănă cu figura unui cal de șah. Cercul de perle mărunte s-a păstrat bine | Muzeul Județean, Satu | Cimec    |
|      | Tetradrahmă         | Datare: Sec. III a.Chr. Descoperit: jud. Satu Mare, Turulung, Lotul lui Francisc Szakacsi Material: argint                    | Descriere avers: Capul lui Zeus spre dreapta , bine păstrat se vede și cercul de perle Descriere revers: Călărețul cu calul la trap spre dreapta dar cu călărețul tocit. Sub botul calului două semne VII iar între cele două picioare din față o dungă, sub abdomenul calului un cerc inelar excizat. Are două tăieturi | Muzeul Județean, Satu | Cimec    |
|      | Tetradrahmă         | Datare: Sec. III a.Chr. Descoperit: jud. Satu Mare, Turulung, Lotul lui Francisc Szakacsi Material: argint                    | Descriere avers: Capul lui Zeus spre dreapta. Are o tăietură care traversează oblic nasul efigiei Descriere revers: Călărețul cu calul la trap, spre stânga, ușor tocit, se văd contururile călărețului și a calului dar semnele nu sus, în dreapta capului călărețului urme de legendă ΛΙ. Are o tăietură | Muzeul Județean, Satu | Cimec    |
|      | Tetradrahmă         | Datare: Sec. III a.Chr. Descoperit: jud. Satu Mare, Turulung, Lotul lui Francisc Szakacsi Material: argint                    | Descriere avers: Capul lui Zeus spre dreapta, capul executat artistic, bine păstrat Descriere revers: Călărețul cu calul la trap spre dreapta. Sus în stânga capului călărețului urme de legendă ΦΙΛ. Sub botul calului sigla Π, celelalte semne sunt șterse. Are o singură tăietură | Muzeul Județean, Satu | Cimec    |
|      | Tetradrahmă         | Datare: Sec. III a.Chr. Descoperit: jud. Satu Mare, Turulung, Lotul lui Francisc Szakacsi Material: argint                    | Descriere avers: Capul lui Zeus spre dreapta, capul masiv bine redat și păstrat Descriere revers: Călărețul cu calul la trap spre dreapta. Călărețul ține o ramură, în stânga sus o legendă ΦΙΛΙΠ. Între cele două picioare sigla Π iar între picioarele din fașă și din spate un alt semn, un punct în relief. Alt semn aflat sub botul calului a fost distrus de o tăietură, pe pulpa din spate a calului o contramarcă: un cerc incizat cu patru liniuțe, altă contramarcă: un cerc mai mic cu două liniuțe paralele, aplicată pe piciorul stâng din spate | Muzeul Județean, Satu | Cimec    |
|      | Tetradrahmă         | Datare: Sec. III a.Chr. Descoperit: jud. Satu Mare, Turulung, Lotul lui Francisc Szakacsi Material: argint                    | Descriere avers: Cap de om cu barbă rotunjită dar alungită și trasă în afară Descriere revers: Călărețul cu calul la trap spre stânga, deasupra capului călărețului urme de legendă - cifre romane IIIV, o mână a călărețului este realizată din două puncte unite cu o liniuță subțire iar în cealaltă ține frâul. Sub botul calului se află un semn în formă de coif așezat chiar sub genunchi. Între cele două picioare din față o dungă, între picioarele din față și din spate trei perle mărunte unite cu liniușe iar între picioarele din spate trei globule unire. Are o singură tăietură | Muzeul Județean, Satu | Cimec    |
|      | Tetradrahmă         | Datare: Sec. III a.Chr. Descoperit: jud. Satu Mare, Turulung, Lotul lui Francisc Szakacsi Material: argint                    | Descriere avers: Cap de om cu barba rotunjită dar ușor tocită Descriere revers: Călărețul cu calul la trap spre dreapta, mult tocite. Se păstrează doar conturul calului, se văd slabe urme de legendă II. Are două tăieturi, una taie oblic picioarele din spate și corpul calului iar alta orizontal picioarul stâng din față | Muzeul Județean, Satu | Cimec    |

## Fond
| Foto | Informații generale | Detalii tehnice                                                                                                  | Descriere | Deținător             | Legături |
| ---- | ------------------- | --- | --- | --------------------- | -------- |
|      | 10 polturi          | Datare: 1705 Școală: Ungaria superioară Descoperit: jud. SATU MARE, SATU MARE Material: cupru                    | Descriere avers: Inscripție pe două rânduri, sub ea valoarea nominală a monedei în cifre romane: X, într-un cadran patrulater format din decorații vegetale sub forma unor vrejuri împletite. Descriere revers: Stemă și coroană realizate destul de primitiv. Cilindrul coroanei este sugerat prin trei linii paralele, convexe, cea din mijloc lățită sub forma unei benzi. Coroana propriu-zisă este formată din cinci frunze: a doua și a patra sunt mai mici decât cea din mijloc, însă au aceeași formă. Frunzele din marginea coroanei sunt doar jumătăți. Deasupra cilindrului coroanei, sub cele trei frunze din mijloc este reprezentată câte o mărgea abia vizibilă. Conturul scutului care formează stema este redat sub forma unei benzi, în interior stema Ungariei. Descriere exergă: bandă subțire, definită sub forma unor zimți fini Legendă revers: 1705 | Muzeul Județean, Satu | Cimec    |
|      | 10 polturi          | Datare: 1705 Școală: Körmöcbánya (Kremnica, Slovacia), C-M Descoperit: jud. SATU MARE, SATU MARE Material: cupru | Descriere avers: Inscripție pe două rânduri, sub ea valoarea nominală a monedei în cifre romane: X, într-un cadran patrulater format din decorații vegetale sub forma unor vrejuri împletite. Descriere revers: Stemă și coroană realizate destul de primitiv. Cilindrul coroanei este sugerat prin trei linii paralele, convexe, cea din mijloc lățită sub forma unei benzi. Coroana propriu-zisă este formată din cinci frunze: a doua și a patra sunt mai mici decât cea din mijloc, însă au aceeași formă. Frunzele din marginea coroanei sunt doar jumătăți. Deasupra cilindrului coroanei, sub cele trei frunze din mijloc este reprezentată câte o mărgea abia vizibilă. Conturul scutului care formează stema este redat sub forma unei benzi, în interior stema Ungariei. Descriere exergă: bandă subțire, definită sub forma unor zimți fini Legendă revers: 1705 | Muzeul Județean, Satu | Cimec    |
|      | 10 polturi          | Datare: 1705 Școală: Körmöcbánya (Kremnica, Slovacia), C-M Descoperit: jud. SATU MARE, SATU MARE Material: cupru | Descriere avers: Inscripție pe două rânduri, sub ea valoarea nominală a monedei în cifre romane: X, într-un cadran patrulater format din decorații vegetale sub forma unor vrejuri împletite. Descriere revers: Stemă și coroană, anul emisiunii monetare în câmp. Cilindrul coroanei este sugerat prin două linii paralele, convexe, torsionate sub formă de frânghie, având în mijloc o bandă lățită, și mai jos o altă linie dreaptă. Coroana propriu-zisă este formată din cinci frunze: a doua și a patra sunt mai mici decât cea din mijloc, însă au aceeași formă. Frunzele din marginea coroanei sunt doar jumătăți. Conturul scutului care formează stema este dublu, cu partea exterioară mai lată, în interior stema Ungariei. Descriere exergă: bandă subțire, definită sub forma unor zimți fini Legendă revers: 1705                                          | Muzeul Județean, Satu | Cimec    |